# Moroni (Utah)
Moroni è un comune degli Stati Uniti d'America, nella contea di Sanpete nello Stato dello Utah.